# My Octopus Teacher
My Octopus Teacher (titulado Mi maestro el pulpo en Hispanoamérica y Lo que el pulpo me enseñó en España) es un documental sudafricano de 2020 dirigido por Pippa Ehrlich y James Reed que relata el año que pasó el cineasta Craig Foster forjando una inusual relación con un pulpo común en un bosque de algas de Sudáfrica. Estrenado el 7 de septiembre de 2020 en la plataforma Netflix, inició su rodaje en 2010 y hasta la fecha ha obtenido un gran número de premios y reconocimientos —entre ellos un Óscar en la categoría de mejor documental— y aclamación crítica general.

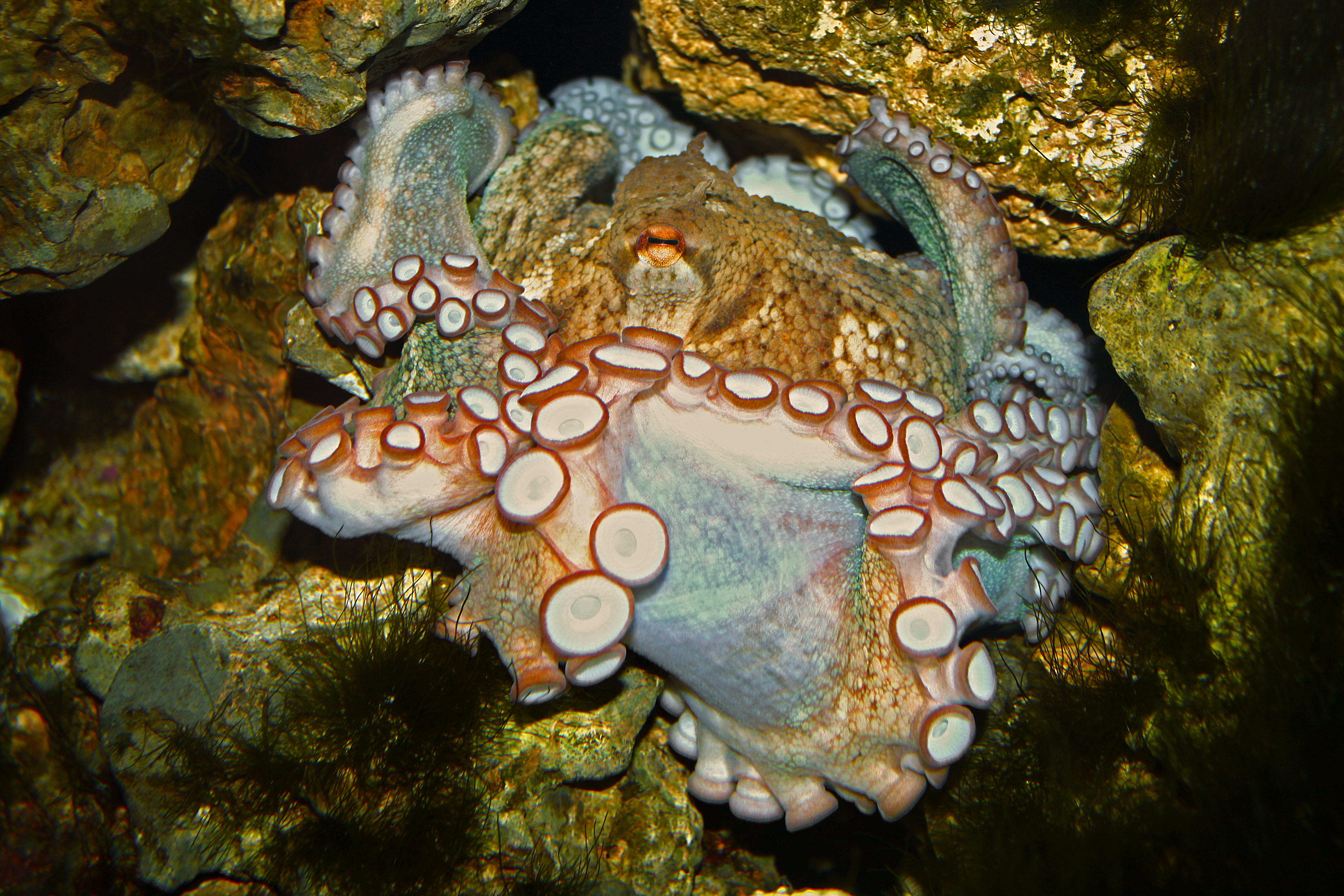
Octopus vulgaris o pulpo común

## Sinopsis
En 2010, el cineasta Craig Foster empezó a bucear a pulmón en un frío bosque de algas submarinas en un lugar remoto de la Bahía Falsa, cerca de Ciudad del Cabo, Sudáfrica. Foster comenzó a documentar sus experiencias y, con el tiempo, conoció a un curioso pulpo joven hembra que llamó su atención. Decidió seguir visitando su madriguera todos los días durante un año para ganarse la confianza del animal. Durante el desarrollo del filme, Foster describe el impacto que causa en su propia vida su relación con el pulpo.
Un día, el pulpo es atacado por dos tiburones, pierde un brazo y se retira a su guarida para recuperarse, regenerando lentamente su extremidad durante tres meses. En un ataque posterior, el molusco muestra una creatividad increíblemente mejorada para sobrevivir pegándose a la espalda del tiburón. Más tarde, tras aparearse con un pulpo más grande y producir un gran número de huevos, el pulpo muere de forma natural mientras cuida de sus huevos y un tiburón se lleva su cuerpo.
Foster describe el efecto de esta tutoría que le proporcionó el pulpo como una lección sobre la fragilidad de la vida y la conexión de la humanidad con la naturaleza, lo que se tradujo en que creara un vínculo más profundo con su hijo a medida que éste se desarrollaba como buceador y estudiante de la vida marina.

## Producción y estreno

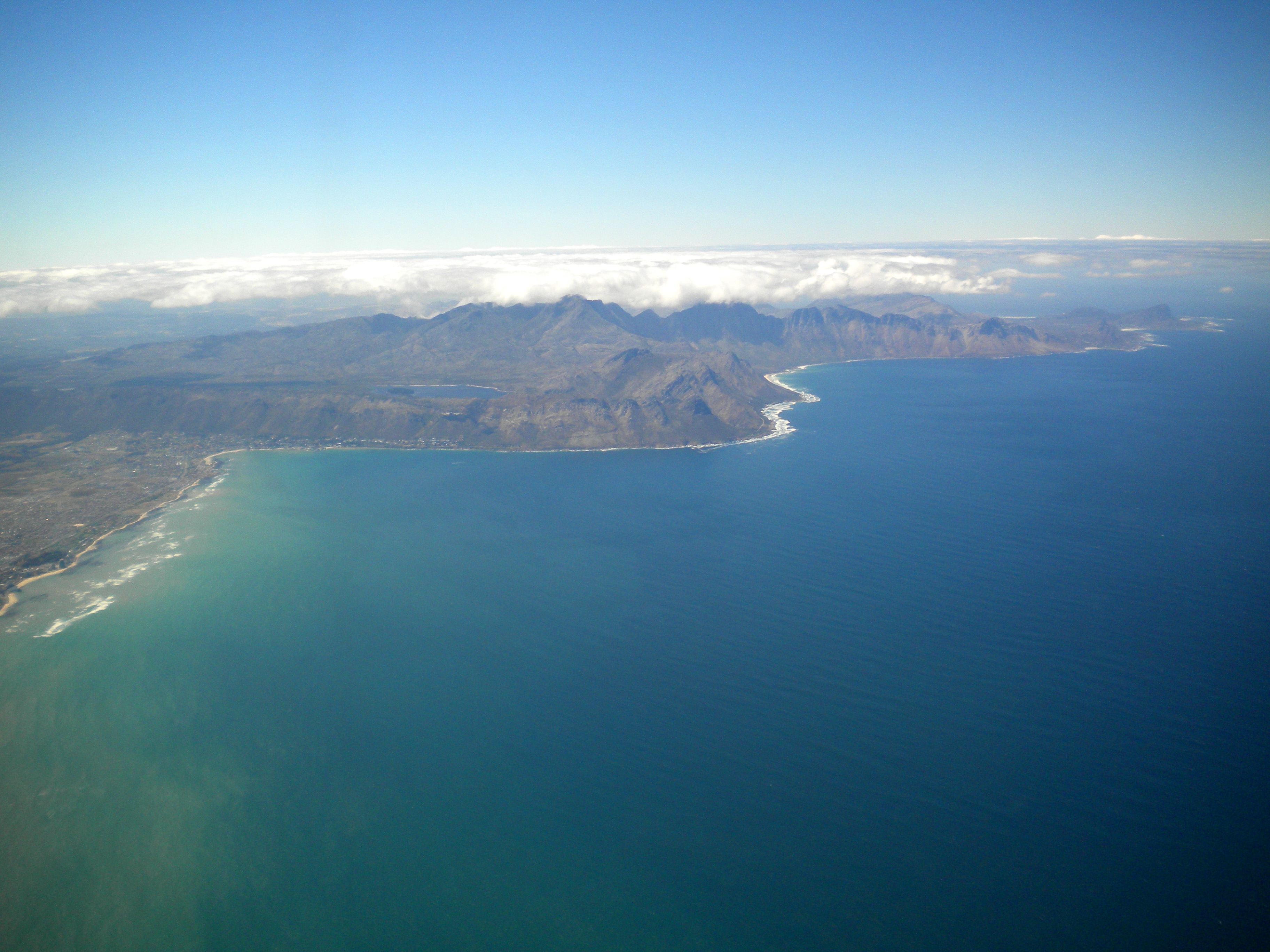
La película fue grabada en un bosque de algas en Bahía Falsa, Sudáfrica

En colaboración con Sea Change Project, Off The Fence y ZDF Enterprises, My Octopus Teacher fue producida ejecutivamente por Ellen Windemith y dirigida por Pippa Ehrlich y James Reed. La fotografía fue dirigida por el camarógrafo submarino Roger Horrocks, con imágenes adicionales de Craig Foster y el propio Horrocks. Una cantidad menor de material submarino que no aparece en la película pero que fue filmado por la misma pareja en el mismo lugar, ya se había mostrado en el quinto episodio del documental Blue Planet II.
Foster también ofició como productor gracias a su participación en el Sea Change Project, y su esposa, la periodista medioambiental india Swati Thiyagarajan, se convirtió en la directora de producción del filme.
El cineasta comenzó a filmar sus experiencias submarinas en 2010, por lo que la película pasó diez años en proceso de elaboración. Al final se convirtió en el primer documental sudafricano sobre la naturaleza estrenado por Netflix.
My Octopus Teacher fue estrenada internacionalmente el 7 de septiembre de 2020 por la mencionada plataforma de streaming.

## Recepción
El documental ha sido elogiado por la crítica especializada. En el portal Rotten Tomatoes tiene una aprobación máxima del 100% basada en 22 reseñas. Para Nick Schager de The Daily Beast se trata de «un retrato silenciosamente profundo (y loco) de los vínculos que compartimos con todo lo que nos rodea, aunque su representación cinematográfica esté a veces lejos de ser perfecta». Guy Lodge de Variety afirma que el filme «nunca pierde nuestra buena voluntad: si acabamos deseando que tenga un poco menos de hombre y un poco más de bestia, eso sólo sirve a su causa». Para Sheri Linden de The Hollywood Reporter la película es «una inmersión íntima y gratificante» y según Tim Brayton del portal Alternate Ending «es algo genuinamente profundo sobre la forma en que la naturaleza existe a pesar de los humanos».

## Premios y reconocimientos
| Premio                                            | Fecha de ceremonia      | Categoría                                   | Nominado(s)                               | Resultado | Ref.   |
| ------------------------------------------------- | ----------------------- | ------------------------------------------- | ----------------------------------------- | --------- | ------ |
| Premios Óscar                                     | 25 de abril de 2021     | Mejor documental                            | Pippa Ehrlich, James Reed y Craig Foster  | Ganadores | [ 4 ]  |
| LabMeCrazy! Science Film Festival                 | 4 de febrero de 2021    | Mejor documental                            | My Octopus Teacher                        | Ganador   | [ 15 ] |
| Cinema Eye Honors Awards                          | 9 de marzo de 2021      | Premio de la audiencia                      | Pippa Ehrlich y James Reed                | Nominados | [ 16 ] |
| Cinema Eye Honors Awards                          | 9 de marzo de 2021      | Mejor fotografía                            | Roger Horrocks                            | Nominados | [ 16 ] |
| Critics' Choice Documentary Awards                | 16 de noviembre de 2020 | Mejor fotografía                            | Roger Horrocks                            | Ganador   | [ 17 ] |
| Critics' Choice Documentary Awards                | 16 de noviembre de 2020 | Mejor documental sobre ciencia o naturaleza | My Octopus Teacher                        | Ganador   | [ 17 ] |
| Critics' Choice Documentary Awards                | 16 de noviembre de 2020 | Mejor narración                             | Craig Foster                              | Nominado  | [ 18 ] |
| Critics' Choice Documentary Awards                | 16 de noviembre de 2020 | Mejor documental                            | My Octopus Teacher                        | Nominado  | [ 18 ] |
| EarthxFilm Festival                               | 26 de abril de 2020     | Mejor película                              | My Octopus Teacher                        | Ganador   | [ 19 ] |
| Guangzhou International Documentary Film Festival | 17 de diciembre de 2020 | Mejor director en un documental             | Pippa Ehrlich y James Reed                | Ganadores | [ 20 ] |
| Houston Film Critics Society Awards               | 18 de enero de 2021     | Mejor documental                            | My Octopus Teacher                        | Ganador   | [ 21 ] |
| International Documentary Association Awards      | 16 de enero de 2021     | Mejor banda sonora                          | Kevin Smuts                               | Ganador   | [ 22 ] |
| International Documentary Association Awards      | 16 de enero de 2021     | Mejor guion                                 | Pippa Ehrlich y James Reed                | Nominados | [ 22 ] |
| International Documentary Association Awards      | 16 de enero de 2021     | Premio Pare Lorentz                         | Pippa Ehrlich, James Reed y Craig Foster  | Ganadores | [ 22 ] |
| Jackson Hole Film Festival                        | 1 de octubre de 2020    | Premio Grand Teton                          | My Octopus Teacher                        | Ganador   | [ 23 ] |
| Jackson Hole Film Festival                        | 1 de octubre de 2020    | Mejor largometraje sobre naturaleza         | My Octopus Teacher                        | Ganador   | [ 23 ] |
| Jackson Hole Film Festival                        | 1 de octubre de 2020    | Mejor largometraje sobre ciencia            | My Octopus Teacher                        | Ganador   | [ 23 ] |
| Jackson Hole Film Festival                        | 1 de octubre de 2020    | Mejor edición                               | Pippa Ehrlich, Dan Schwalm y Jinx Godfrey | Ganadores | [ 23 ] |
| Jackson Hole Film Festival                        | 1 de octubre de 2020    | Mejor largometraje sobre ecosistemas        | My Octopus Teacher                        | Nominado  | [ 23 ] |
| Jackson Hole Film Festival                        | 1 de octubre de 2020    | Mejor película                              | My Octopus Teacher                        | Nominado  | [ 23 ] |
| Jackson Hole Film Festival                        | 1 de octubre de 2020    | Mejor fotografía                            | Roger Horrocks y Craig Foster             | Nominados | [ 23 ] |
| Jackson Hole Film Festival                        | 1 de octubre de 2020    | Mejor banda sonora                          | Kevin Smuts                               | Nominado  | [ 23 ] |
| Jackson Hole Film Festival                        | 1 de octubre de 2020    | Mejor audioscape                            | Barry Donnelly                            | Nominado  | [ 23 ] |
| Producers Guild of America Awards                 | 24 de marzo de 2021     | Productor destacado en un documental        | Craig Foster                              | Ganador   | [ 24 ] |
| San Diego Film Critics Society Awards             | 11 de enero de 2021     | Mejor documental                            | My Octopus Teacher                        | Nominado  | [ 25 ] |
| St. Louis Film Critics Association Awards         | 17 de enero de 2021     | Mejor documental                            | My Octopus Teacher                        | Nominado  | [ 26 ] |